# Березняговка
Березняго́вка — село Усманского района Липецкой области. Центр Березняговского сельсовета. Расположено на берегах реки Байгоры.

## История
В официальных документах сельцо впервые упоминается в 1782 году. По фамилии помещика Яковлева сельцо называлось Я́ковлево до первой половины XIX века. Во второй половине XIX века помещик Охотников выменял сельцо на собак, а своё название сельцо получило от слова березняги́ — берёзовые кусты. На другом, правом берегу реки Байгоры находилась одноимённая казённая деревня Березнеговка (Прибытково). Оба этих селения относились к приходу села Ольховки.
1861—1923 годы — центр Березнеговской волости Усманского уезда Тамбовской губернии.
В 1876 году была построена каменная церковь, которая была разрушена в период коллективизации. С постройкой церкви сельцо и деревня были объединены и населённый пункт приобрёл статус села. Из кирпича разобранной церкви выстроена школа.
Владельческое сельцо Березняговку на Байгоре (с двумя одноимёнными соседними с ним деревнями) всегда часто путали с казённым селом Березнеговаткой на Плавице (также известным как Плавица или Берёзово). На планах генерального межевания конца XVIII в. и сельцо, и село названы одинаково: Березнего́вка. В Списке населённых мест 1862 года, наоборот, и владельческое сельцо (85 дворов), и две соседние с ним казённые деревни (по 58 и 23 двора), и казённое село (125 дворов) названы одинаково: Березнегова́тка.
На карте Шуберта 1868 года, перепечатанной в 1919 г., сельцо/село на Байгоре, однако, названо по-старинному Яковлевка, а две расположенные на другом берегу деревни: Березняговка и Прибытки.
С 1876 г., когда сельцо стало селом и когда крепостное право было отменено, различий между этими населёнными пунктами стало ещё меньше, что усилило путаницу. В книге П. В. Халютина «Крестьянское хозяйство в России» (1915 г.) упоминается крестьянин села Березнеговатка  Григорий Илларионов Зотов, получивший, в числе других, премию в размере 300 рублей в память 300-летия Дома Романовых за отличное ведение хозяйства. Тем не менее, согласно «Журналам Усманского уездного земского собрания» от 1912 г. Г.И. Зотов числится как житель деревни Березняговка, что подтверждается и описанием его хозяйства в книге Халютина.
Этот крестьянин имел участок в 10 десятин 230 кв. саж. на расстоянии 1/2 версты к юго-запада от села Березняговки. Участок был разделён на: пашню, усадьбу, сад, огород и искусственный луг. В саду выращивались различные сорта яблони, вишни, сливы, черешни, малины, крыжовника, смородины и клубники. Но главной отраслью хозяйства Зотова было полеводство. Был введён четырёхпольный севооборот с пятым выводным клином, засеянным люцерной. Имелось достаточно большое разнообразие сельхозинвентаря. Так как семья его состояла лишь из него самого и его жены, он также был вынужден в самые горячие периоды сельхозработ нанимать подённых рабочих. В книге подробно описывается ведение Зотовым хозяйства, применяемые им методы.

## Население
| 2008 | 2010 | 2011 |
| ---- | ---- | ---- |
| 639  | ↗675 | →675 |

## Сельское поселение
По состоянию на 1 января 2008 года, в Березняговском сельском поселении насчитывается 272 подвория, с населением 650 человек.
Состав поселения:
- село Березняговка, население 639 человек;
- деревня Озерки, население 5 человек

## Инфраструктура
На территории поселения имеется газопровод. Газификация жилья составляет 95 %, имеется водопровод протяжённостью 7,2 км, уличное освещение — 8,2 км.